# Министерство финансов КША
Министерство финансов Конфедеративных Штатов Америки — федеральное министерство Конфедеративных Штатов Америки в период Гражданской войны в США, обеспечивающее проведение единой финансовой политики, а также осуществляющее общее руководство в области организации финансов на Юге. Эти вопросы, включая выдачу кредитов, сбор налогов, печатание денег и таможенное управление возглавлялись министром финансов, должность которого была определена в законодательстве, принятом временным Конгрессом Конфедерации в 1861 году.

## История
Хотя в Конституции Конфедерации прямо не указано, что мандат на создание Министерства финансов может быть определён на основании неоднократных ссылок на документ, касающийся «казначейства Конфедеративных Штатов», тем не мене Министерство финансов было официально учреждено актом временного Конгресса Конфедерации.
Один из первых актов временного Конгресса Конфедерации, собравшегося в Монтгомери, касался статуса Федерального должностного лица на таможнях, находившихся на территории Конфедерации после отделения от Севера, в которых находились указанные таможни. Этот вопрос был решён путём принятия законопроекта, предполагающего, что эти таможенные агенты будут работать в Конфедерации в составе Министерства финансов. 14 февраля 1861 года проект был принят в качестве закона, предусматривающего такую передачу работы .
9 марта 1861 года Конгресс разрешил печатание валюты Конфедерации в виде бумажных казначейских билетов на сумму до 1 млн долларов КША.

## Организация
В Департаменте казначейства имелись несколько подотделов, которые отвечали за выполнение конкретных административных обязанностей в рамках компетенции Министерства.
Канцелярия второго Ревизора
Это управление, созданное в 1861 году, отвечало за ревизию счетов военного Департамента.
Канцелярия третьего Ревизора
Это отделение было создано в 1864 году для ведения счетов почтового отделения Конфедеративных Штатов. В него входило также Управление агента казначейства Транс-Миссисипи и Бюро Казначейских Билетов.
Управление комиссара по налогам
Создано августе 1861 года как военное управление для сбора налогов, предусмотренных Конгрессом Конфедерации.
Бюро Маяков
Учреждено 6 марта 1861 года на основании акта временного Конгресса Конфедерации и передан на попечение Министерства финансов.